# Iliatenco
Iliatenco è un comune del Messico, situato nello stato di Guerrero, il cui capoluogo è la omonima località. È un comune di recente creazione, nato il 25 novembre 2005.
Conta 10.522 abitanti (2010) e ha una estensione di 237,09 km².
Il suo nome significa "luogo sulla riva di un fiume con betulle".